# Neoiphinoe
Genre
Synonymes
- Iphinoe H. Adams & A. Adams, 1856
- Ovotropis Egorov & Alexeyev, 1998[1]

Neoiphinoe est un genre de mollusques gastéropodes appartenant à la famille des Capulidae.

## Liste d'espèces
Selon World Register of Marine Species (28 septembre 2017) :
- Neoiphinoe arctica (Middendorff, 1849)
- Neoiphinoe coronata (Gould, 1860)
- Neoiphinoe echinata (Egorov & Alexeyev, 1998)
- Neoiphinoe kroeyeri (Philippi, 1849)
- Neoiphinoe ovoidea (Egorov & Alexeyev, 1998)
- Neoiphinoe permabilis (Dall, 1871)
- Neoiphinoe triseriata (Golikov, 1986)